# Berantevilla
Berantevilla és un municipi d'Àlaba, de la Quadrilla d'Añana. Situada al sud-oest de la província a la vora del rio Ajuda. En euskera sol ser anomenada Beranturi, encara que aquest nom ni és oficial ni és considerat correcte per l'Euskaltzaindia. El municipi està format per diversos pobles, que al seu torn formen concejos: 
- Berantevilla, que és la principal població i capital del municipi.
- Lacervilla
- Mijancas
- Santa Cruz del Fierro, que forma un enclavament dintre del veí municipi de Zanbrana.
- Santurde
- Tobera

Té també altres dos petits nuclis de població: Escanzana i Lacorzanilla, que depenen del concejo de Berantevilla.